# 37e division d'infanterie (États-Unis)
Pour les articles homonymes, voir 37e division.
La 37e division d'infanterie (en anglais : 37th Infantry Division), surnommée Buckeye Division, est une division de l'armée américaine active entre 1917 et 1968.

## Première Guerre mondiale
L'unité est d'abord connue sous la dénomination de 16e division, une formation de la garde nationale venant de l'Ohio et de la Virginie occidentale créée en 1913. En août 1917, elle est activée au niveau fédéral et envoyée combattre en Europe en juin 1918, participant à l'offensive des Cent-Jours et à l'offensive Meuse-Argonne pour un total de 794 morts au combat et 4 593 blessés.

## Seconde Guerre mondiale
- Activation : 15 octobre 1940 ;

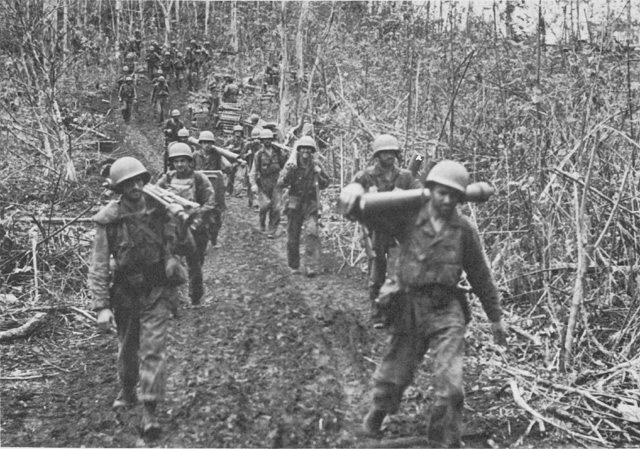
Soldats de la transportant des armes et des munitions en Nouvelle-Géorgie le 5 août 1943.

- Départ des États-Unis : 26 mai 1942 ;
- Retour aux États-Unis : novembre 1945 ;
- Commandant : le Major General Robert S. Beightler est l'unique commandant de la division durant le conflit.

L'unité arrive aux îles Fidji en juin 1942 pour fortifier l'archipel en prévision d'une possible invasion et y poursuivre son entraînement. En avril 1943, elle part pour Guadalcanal où les combats se terminent. Deux bataillons sont rattachés aux Marines en Nouvelle-Géorgie le 5 juillet 1943. Le reste de la division y débarque le 22 et soutient la 43e division d'infanterie dans la prise du terrain d'aviation de Munda. Après avoir nettoyé l'île, elle revient à Guadalcanal le 9 septembre 1943.
Au sein du Ier Corps amphibie des Marines, elle prend part à la campagne de Bougainville où elle débarque entre le 8 et le 19 novembre 1943. Elle étend la tête de pont occidentale et mène diverses opérations de génie (construction de ponts et de routes) tout en lançant de nombreuses patrouilles. En mars 1944, elle tient face à huit offensives de deux divisions japonaises. Le 9 janvier 1945, elle débarque à Luçon dans le golfe de Lingayen et participe à la reconquête de l'île. Dans un premier, elle progresse rapidement vers l'intérieur des terres avant de rencontrer une résistance plus forte près du Fort Stotsenburg et de la piste d'aviation Clark. Le 4 février, elle pénètre dans la banlieue de Manille et, après avoir traversé le Pasig, elle fait face à une forte opposition, parvenant au prix de combats de rue difficiles à conquérir la ville le 3 mars aux côtés des troupes philippines.
Entre le 5 et le 26 mars, la division est en garnison à Manille avant de partir vers les collines au nord-ouest de l'île, prenant Baguio le 26 avril. En mai, elle est mise au repos et repart sur le front en juin dans la vallée de Cagayan, face à une résistance japonaise déclinante. À partir de la fin des hostilités le 15 août, l'unité gère les prisonniers de guerre avant de revenir aux États-Unis en novembre 1945.

### Filmographie
- Goodbye Cleveland, hello France (2018, 52 min), film documentaire de Claude Humbert sur le destin du Major Arthur Houts de la 37e Division [vidéo] Visionner la vidéo sur Vimeo.

### Liens web
- (en) « 37th Infantry Division », US Army Center of Military History (consulté le 17 mai 2016)
- (en) « Site de l'association des vétérans de la division » (consulté le 18 mai 2016)